# Przełęcz Rędzińska
Przełęcz Rędzińska – przełęcz na wysokości 727 m n.p.m., w południowo-zachodniej Polsce, w Sudetach Zachodnich, w Rudawach Janowickich.
Przełęcz położona jest w środkowo-wschodniej części Rudaw Janowickich, na północny zachód od Wielkiej Kopy i około 5,8 km na południowy wschód od centrum Janowic Wielkich, w Rudawskim Parku Krajobrazowym.
Przełęcz nosi nazwę od miejscowości Rędziny, położonej po południowej stronie przełęczy.

## Opis
Przełęcz górska położona jest pomiędzy głównym grzbietem Rudaw Janowickich a odchodzącym na południowy wschód grzbietem z kulminacją Wielkiej Kopy (871 m n.p.m.). Przełęcz stanowi wyraźne, rozległe, głęboko wcięte obniżenie, o stromych zboczach i nieco łagodniejszych podejściach, wcinające się, między wzniesienia Stróżnik (808 m n.p.m.) po południowo-wschodniej stronie i Dziczą Górą (881 m n.p.m.) po stronie północno-zachodniej. Obszar w otoczeniu przełęczy zajmują pola uprawne, nieużytki i łąki górskie. Dolną część południowego podejścia przełęczy oraz zachodnie skrzydło porastają niewielkie obszarowo lasy. Przełęcz stanowi punkt widokowy, z którego roztacza się panorama Rudaw Janowickich, Grzbietu Lasockiego i Gór Ołowianych. W sąsiedztwie przełęczy, po południowo-zachodniej stronie, położony jest masyw Wielkiej Kopy. Zachodnim skrzydłem przełęczy trawersuje droga lokalna z Pisarzowic do Marciszowa.

## Inne
- Pod przełęcz Rędzińską został przewieziony z Krzyżowej Hali stary kamienny krzyż z wyrytym toporem. Stał on pod przełęczą do 1997 r. Krzyż określany był często jako tzw. krzyż pokutny, co jednak nie ma podstaw w dowodach ani badaniach, a jest oparte jedynie na nieuprawnionym generalnym założeniu, że wszystkie stare kamienne krzyże monolitowe, o których pochodzeniu nie zachowały się żadne informacje, zwłaszcza te z rytami broni, są krzyżami pokutnymi (pojednania)[1], chociaż w rzeczywistości powód fundacji takich krzyży może być różnoraki, tak jak każdego innego krzyża. Hipoteza ta stała się na tyle popularna, że zaczęła być odbierana jako fakt i pojawiać się w lokalnych opracowaniach, informatorach czy przewodnikach jako faktyczna informacja, bez uprzedzenia, że jest to co najwyżej luźny domysł bez żadnych bezpośrednich dowodów.
- Na przełęczy znajduje się ufundowany przez społeczność Ziemi Kamiennogórskiej Krzyż Jubileuszowy, który został poświęcony 5 listopada 2000 r. przez biskupa legnickiego Tadeusza Rybaka.

## Turystyka
Przez przełęcz prowadzi szlak turystyczny:
- żółty – prowadzący z Janowic Wielkich do Kamiennej Góry, przez Wielką Kopę[2]